# Ramón de la Sagra
Ramón Dionisio José de la Sagra y Peris (La Coruña, 8 de abril de 1798-Cortaillod, 23 de mayo de 1871) fue un sociólogo, economista, botánico, escritor y político español.

## Biografía
Hijo de Lorenzo Martínez de la Sagra, comerciante coruñés, y de Antonia Rodríguez Perís, nacida en San Agustín de la Florida. Fue alumno de la Escuela de Náutica del Consulado del Mar en La Coruña. En 1815 pasó al Real Colegio de Farmacia de San Carlos en la Universidad de Santiago de Compostela entre 1816 y 1818; cursa Matemáticas Sublimes con Domingo Fontán y empieza Medicina y Anatomía. En 1819 conoció a Casiano de Prado, con quien se trasladó a la Universidad de Alcalá de Henares, y dio por terminados sus estudios en 1820. Por sus ideas racionalistas tuvo algunos problemas con la Inquisición. Aficionado a la lectura de Kant, escribe sobre él en Crónica Científica y Literaria.
El levantamiento de Riego le llevó a Madrid, donde contribuyó a fundar El Conservador, 1820, periódico liberal llamado así por antífrasis. Ya casado, el 25 de junio de 1823, zarpó de España para La Habana como director de su Jardín Botánico y profesor de la cátedra de Botánica creada en 1824. Duró hasta 1832, pero ya en 1829 se decía de ella que se había quedado casi desierta. Estuvo viajando por el continente americano durante los posteriores años. Concretamente, viajó por los Estados Unidos desde el 20 de abril al 23 de septiembre de 1835, y fruto del viaje fue su libro Cinco meses en los Estados-Unidos de la América del Norte, París, 1836, lleno de observaciones económicas, sociales y políticas. Aprovechó dicho viaje para acumular varios tomos de folletos e informes económicos y científicos publicados allí que luego depositó en la Biblioteca Nacional.

En 1837 regresó a España al ser elegido diputado por La Coruña dentro de las filas del Partido Progresista, escaño para el que fue reelegido en las elecciones de enero de 1840. Por entonces empezó a publicar su monumental Historia física, política y natural de la isla de Cuba, publicada en trece volúmenes entre 1838 y 1857. Inauguró en 1838 una serie de lecciones en el Ateneo de Madrid, en las que insistió en la miseria del pueblo español y en la necesidad de su regeneración. Viajó luego por Bélgica y Holanda y escribió Voyage en Hollande et en Belgique sous le rapport de l’instruction primaire, des établissements de bien faisance et des prisons, dans les deux pays, París 1839, con edición española en 1844.

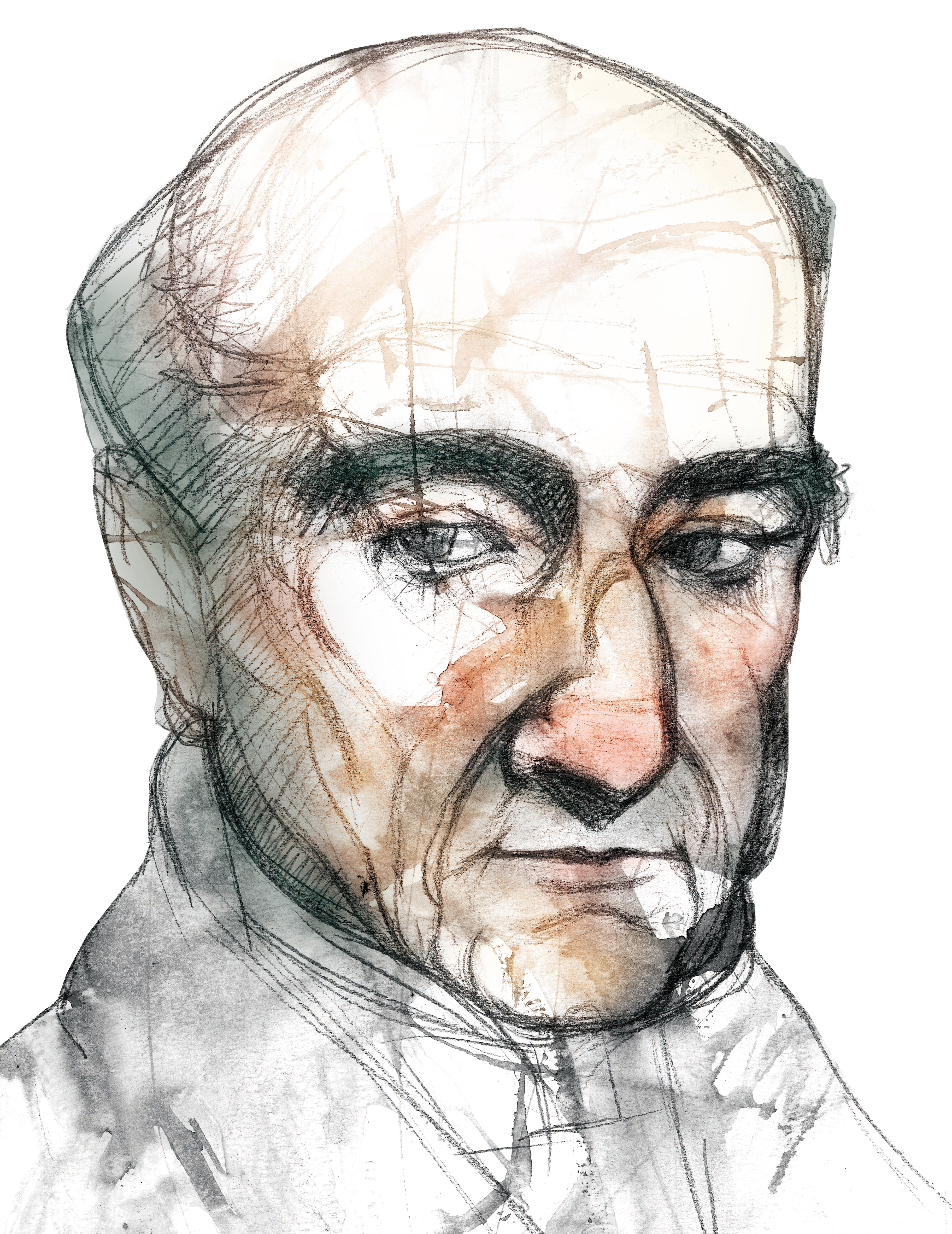
Retrato de Ramón de la Sagra y Peris por Eulogia Merle

En Francia se impregnó del socialismo utópico y colaboró en París con Proudhon hacia 1849; publicó Banque du Peuple. Théorie et pratique de cette institution, fondée sur la théorie rationelle; además ayudó a fundar este banco. En Bruselas conoció a Heinrich Ahrens, discípulo de Krause, cuyas doctrinas propaló en España antes de Julián Sanz del Río. Siguió publicando estudios económicos, geográficos, políticos, sociales y sobre reforma de prisiones. En 1840 se creó por iniciativa suya una sala de lactancia y escuelas con el nombre de Asilo de cigarreras en Madrid, en la finca que fue Casino de la Reina.
Ramón de la Sagra es considerado un pionero en la industria azucarera de Andalucía. Gracias a la experiencia adquirida en Cuba, en 1844 participa en la Sociedad Azucarera Peninsular. Abandona este proyecto para iniciarse, junto a otros inversores, en el negocio del azúcar adquiriendo un trapiche en la localidad malagueña de Torre del Mar denominado El Porvenir. Previamente había realizado un viaje a lo largo de la costa de las provincias de Málaga y Granada en el que apreció el clima y suelos propicios para el cultivo de la caña de azúcar y la facilidad para el comercio marítimo. La industria no dio los resultados empresariales esperados por la falta de capital y fue vendida a Juan Nepomuceno Enríquez en 1847, para ser adquirida en 1852 por Larios y Compañía. Aunque de la Sagra no obtuvo beneficios, su azucarera fue la precursora del auge de la moderna industria del azúcar en Andalucía. Durante esta aventura empresarial, su ánimo consistía en obtener una ganancia económica para el capital invertido pero sin descuidar la cuestión social, es decir

un proyecto industrial asentado sobre principios racionales y de justicia social.
Sobre el Cultivo de la Caña y la Fabricación de Azúcar en las Costas de Andalucía Presentado La Empresa Azucarera Peninsular por D. Ramón de la Sagra, Comisionado por la Misma. Madrid 1845

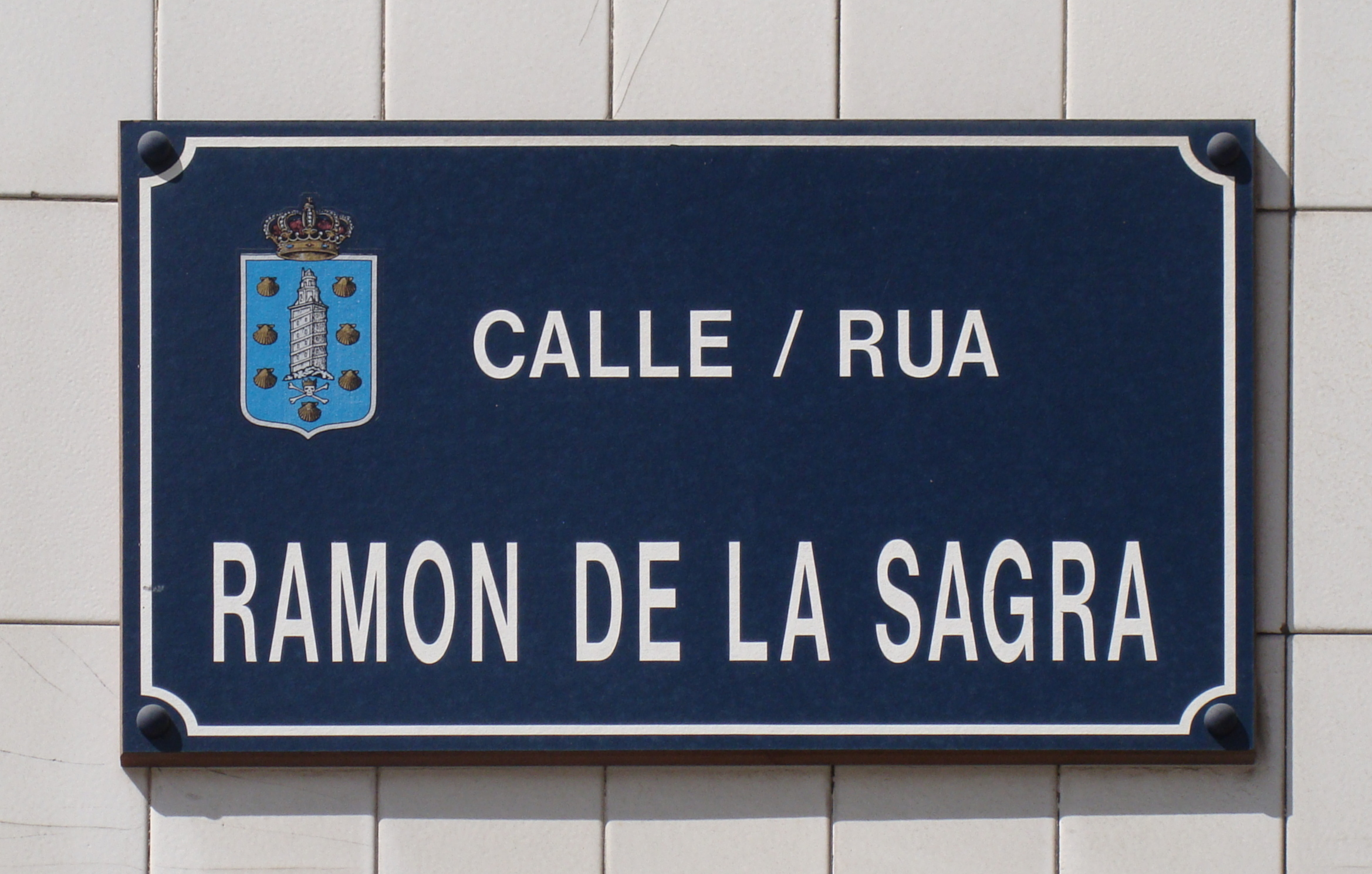
Calle Ramón de la Sagra en La Coruña.

En 1844 fundó la Revista de intereses materiales y morales. En 1845 apareció en España El Porvenir, el primer periódico anarquista, que editaron Ramón de La Sagra y Antolín Faraldo. Este periódico apareció en Santiago de Compostela y fue suprimido por un decreto del general Narváez. Testigo de la revolución parisina de 1848, es expulsado de Francia en 1849 por sus inclinaciones socialistas. Tras el triunfo de la Vicalvarada y el acceso al poder de los progresistas, en octubre de 1854 fue elegido diputado por la circunscripción de Lugo. En 1855 denunció en las Cortes los traslados de gallegos a Cuba en condiciones de semiesclavitud organizados por Urbano Feijóo Sotomayor, diputado por Orense.
Hacia 1857 tiene lugar su conversión al catolicismo, que le sirvió para rehacer su situación económica. Vuelve a Cuba entre 1859 y 1860 y sigue publicando numerosos estudios y ensayos.

## Obras

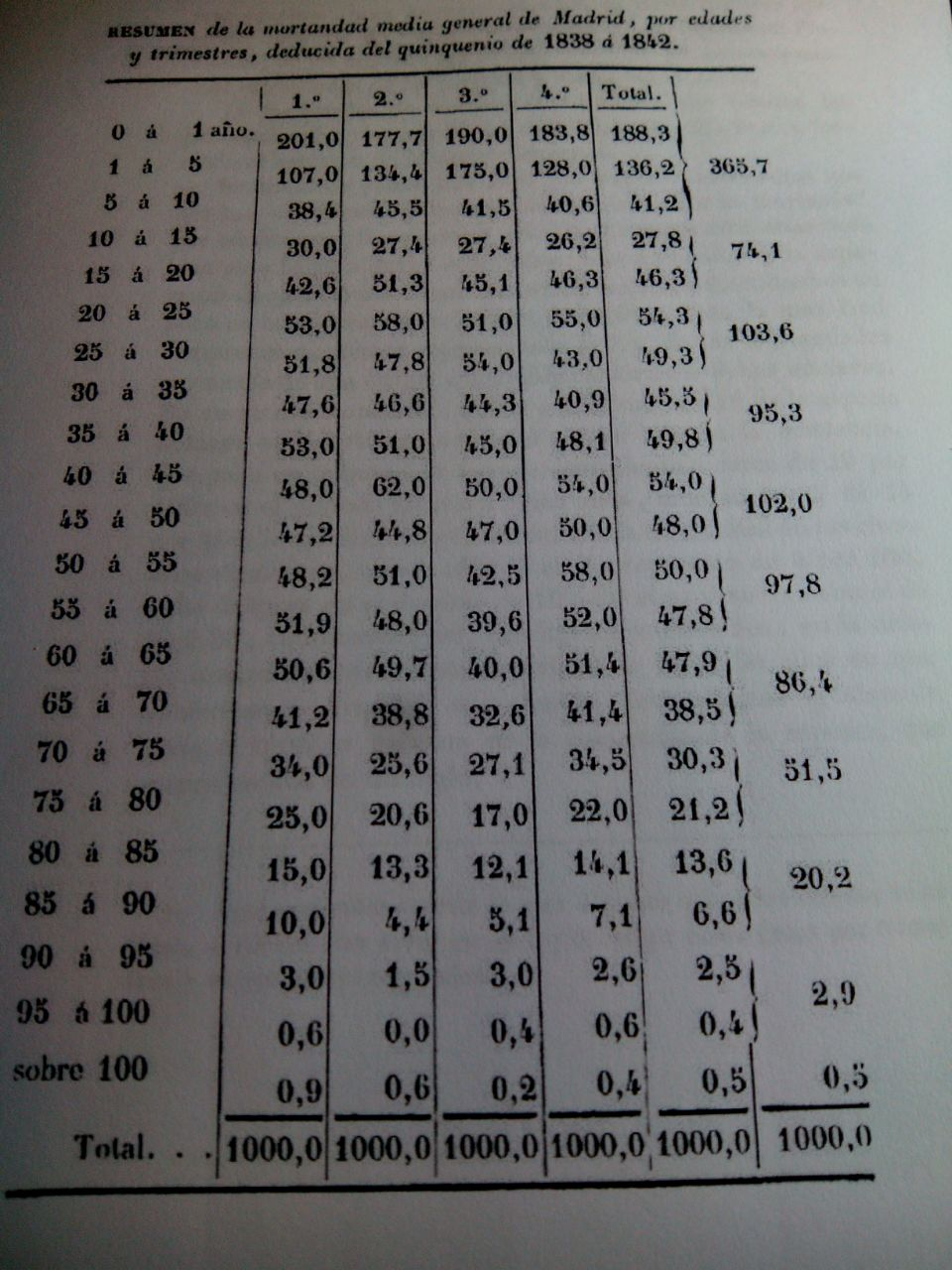
Mortandad en la ciudad de Madrid entre 1838 y 1842. Estudios estadísticos sobre Madrid, 1844

- Principios fundamentales para servir de introducción a la Escuela Botánica Agrícola del Jardín Botánico, La Habana 1824
- Anales de Ciencias, Agricultura, Comercio y Artes, La Habana, 1827-1830
- Contestación al número séptimo del Mensagero Semanal de New York, La Habana, 1829
- Relación de las fiestas... enlace... Fernando VII con María Cristina..., La Habana, 1830, * Reglas para el cultivo... del añil, Madrid, 1831
- Mouvement de la population de la Havane de 1825 á 1830
- Historia económica-política y estadística de la Isla de Cuba, La Habana 1831, edición previa de su monumental Historia física, política y natural de la Isla de Cuba, París, 1832-1861, aparecida en francés, París. 1838-1857.
- Memorias de la Institución Agrónoma de La Habana, La Habana 1834.
- Cinco meses en los Estados-Unidos de la América del Norte, París 1836.
- Breve idea de la administración del comercio y de las rentas de la Isla de Cuba durante los años de 1826 a 1834, París, 1836.
- Apuntes destinados a ilustrar la discusión del artículo adicional al proyecto de Constitución que dice: «Las provincias de Ultramar serán gobernadas por leyes especiales”, 1837.
- Voyage en Hollande et en Bilbao, Belgique sous le rapport de l’instruction primaire, des établissements de bien faisance et des prisons, dans les deux pays, París 1839, con edición española en 1844.
- Banque du Peuple. Théorie et pratique de cette institution, fondée sur la théorie rationelle
- Lecciones de economía social, Madrid, 1840
- Investigaciones para enriquecer las fincas del Real Patrimonio, Madrid, 1841.
- Álbum de aves cubanas, París 1842
- Informe sobre el estado actual de la industria belga con aplicación a España, Madrid 1842.
- La industria algodonera y los obreros en Cataluña, Madrid, 1842.
- Reflexiones sobre la industria española, Madrid, 1842
- Mapa geográfico de la Isla de Cuba, 1842
- Carta a Don Carlos Groizard, s.a.
- Análisis del censo de la población de la Isla de Cuba en 1841, id. 1843
- Atlas carcelario, id. 1843
- Discurso... para la mejora del sistema carcelario, correccional y penal de España, Barcelona ¿1843?
- Informe sobre el estado de la industria fabril en Alemania, Madrid 1843
- La reforma de la Constitución de 1837, innecesaria, inoportuna y peligrosa, Madrid, 1844
- Estudios estadísticos sobre Madrid Madrid, 1844.
- Industria algodonera, Madrid, 1844.
- Notas de viaje escritas durante una corta excursión a Francia, Bélgica y Alemania en el otoño de 1843, Madrid, 1844.
- Revista de los intereses materiales y morales. Periódico de doctrinas progresivas en favor la Humanidad, id. id, dos tomos
- Relación de los viajes hechos en Europa bajo el punto de vista de la instrucción y beneficencia pública, la represión, el castigo y la reforma de los delincuentes, los progresos agrícolas e industriales y su influencia en la moralidad, id. íd.
- Noticia sobre el estado actual de la Economía política en España, id, id.
- Estudios coloniales con aplicación a la Isla de Cuba (De los efectos de la supresión en el tráfico negrero), id. 1845.
- Empresa del Canal Dalias.. entre Adra y Almería, id.id.
- Carta a M. Blanqui, id.id.
- Informe sobre el cultivo de la caña y fabricación del azúcar en las costas de Andalucía, id. id.
- El Azucarero. Periódico industrial, Madrid-Málaga, noviembre de 1846 a marzo de 1847
- Sur l’inexactitude des principes economiques... dans les colleges, París 1848.
- Le probléme de l’organisation du Travail devant le Congrés des Economistes de Bruxelles, id. id.
- Aforismos sociales, Madrid, 1848
- Mon contingent á l’Academie, Paris, 1849
- Utopie de la Paix, id. id.
- Apuntes para una Biblioteca de escritores económicos españoles, Madrid, 1849
- Mis debates contra la anarquía de la época y en favor del orden social racional, id. id.
- Révolution économique, causes et moyens, París, 1849.
- Sur les conditions de l’ordre et des reformes sociales, París, 1849.
- Notas para la historia de la prostitución en España, Madrid, 1850.
- Sur les produits espagnoles envoyés á l’exposition de Londres, Londres 1851
- Memoria sobre los objetos estudiados en la Exposición Universal de Londres, Londres, 1853
- El problema de los bosques bajo el doble punto de vista, físico y social, Lon dres, 1854
- Catálogo de escritores económicos españoles, Londres, 1855.
- Vindicación de una apreciación injusta de un proyecto de ley, id. id.
- Remedio contra los efectos funestos de las crisis políticas y de las paralizaciones comerciales, id. íd.
- Relación de los trabajos físicos y meteorológicos hechos por Don Andrés Poey, París, 1858.
- Artículos varios sobre las malas doctrinas, comunicadas a la verdad católica, La Habana 1859.
- Le mal et le remède, París, 1859.
- El guano del Perú, La Habana, 1860.
- Noción del poder, Madrid, 1861.
- Lettres á M. Sainte-Beuve au sujet de ses idées philosophiques, París, 1867.
- L’Ame. Démonstration de la realité deduite de l’etude des effets du chioroforme et du curare sur l’economie animale, París, 1868.
- Les partis d'Espagne, París, s. a.

- La abreviatura «Sagra» se emplea para indicar a Ramón de la Sagra como autoridad en la descripción y clasificación científica de los vegetales.[7]